# Iturea

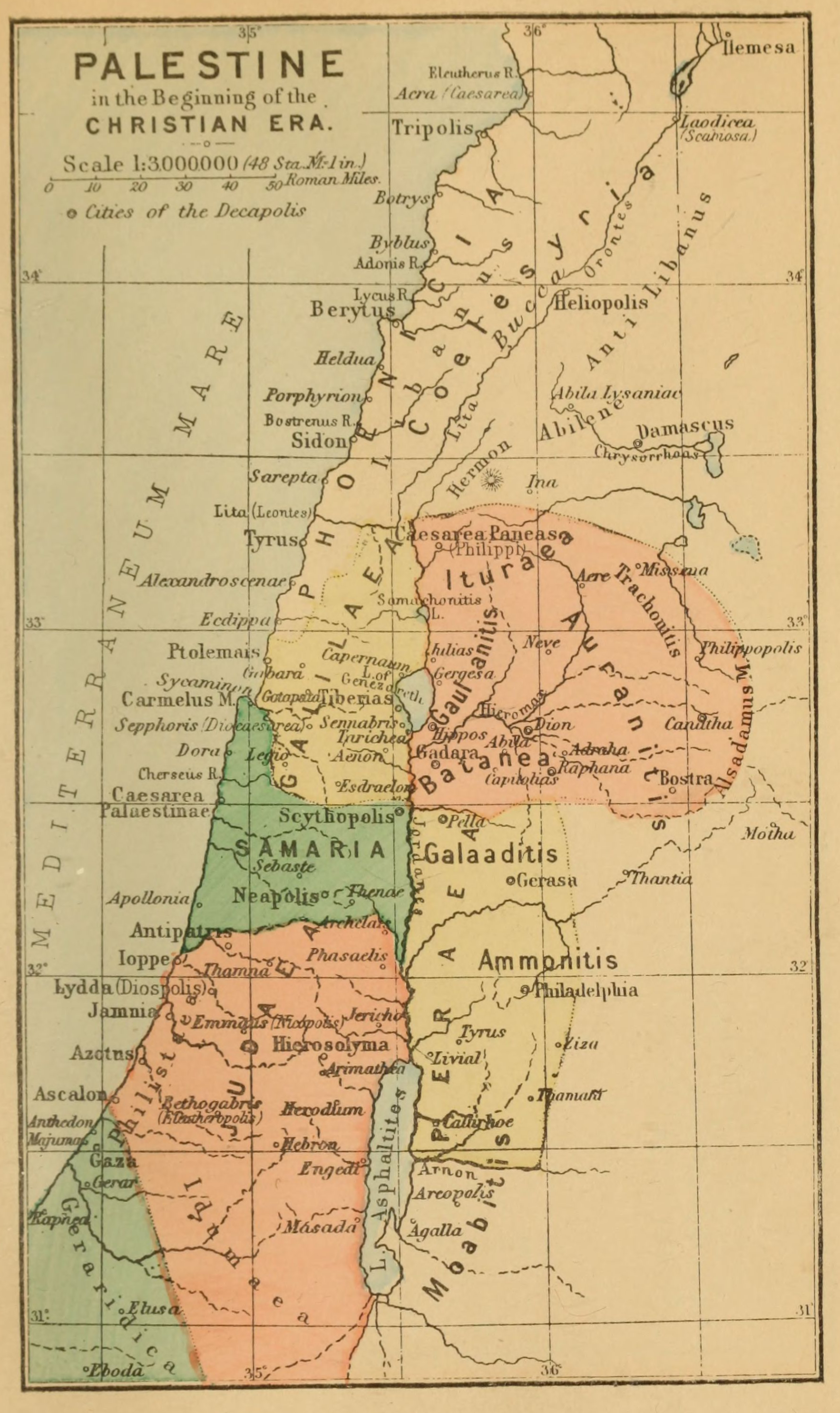
Harta Palestinei romane în secolul I; în conformitate cu Conder (1889) ·

Ituria sau Iturea este numele grecesc al unei regiuni din Levant în timpul ultimelor războaie elenistice și la începutul perioadei romane. Este menționat doar în Evanghelia după Luca 3:1
„În anul al cincisprezecelea al domniei lui Tiberiu Cezar, - pe când Pilat din Pont era dregător în Iudea, Irod, cârmuitor al Galileii, Filip, fratele lui, cârmuitor al Ituriei și al Trahonitei, Lisania, cârmuitor al Abilenei”—Luca 3:1
în timp ce în unele surse istorice (Eupolemus) este menționat numele poporului ca Itureani (greacă: Ἰτουραῖοι sau Ἰτυραῖοι). 